# Massacre de Meeker
Le massacre de Meeker est l'assassinat le 29 septembre 1879 par des guerriers utes de Nathan Meeker (en)  responsable de l’Agence des affaires indiennes de White River et 10 autres membres de cette agence dans le nord-ouest du Colorado. L’événement est un épisode de la Guerre des Utes (en) qui aboutit en 1880 au déplacement forcé des Utes vers l'Utah.

## Pour approfondir